# Distretto di Borodulikha
Il distretto di  Boroduliha (in kazako  Бородулиха ауданы?) è un distretto (audan) del Kazakistan con  capoluogo Borodulikha.